# ブリュッセル航空

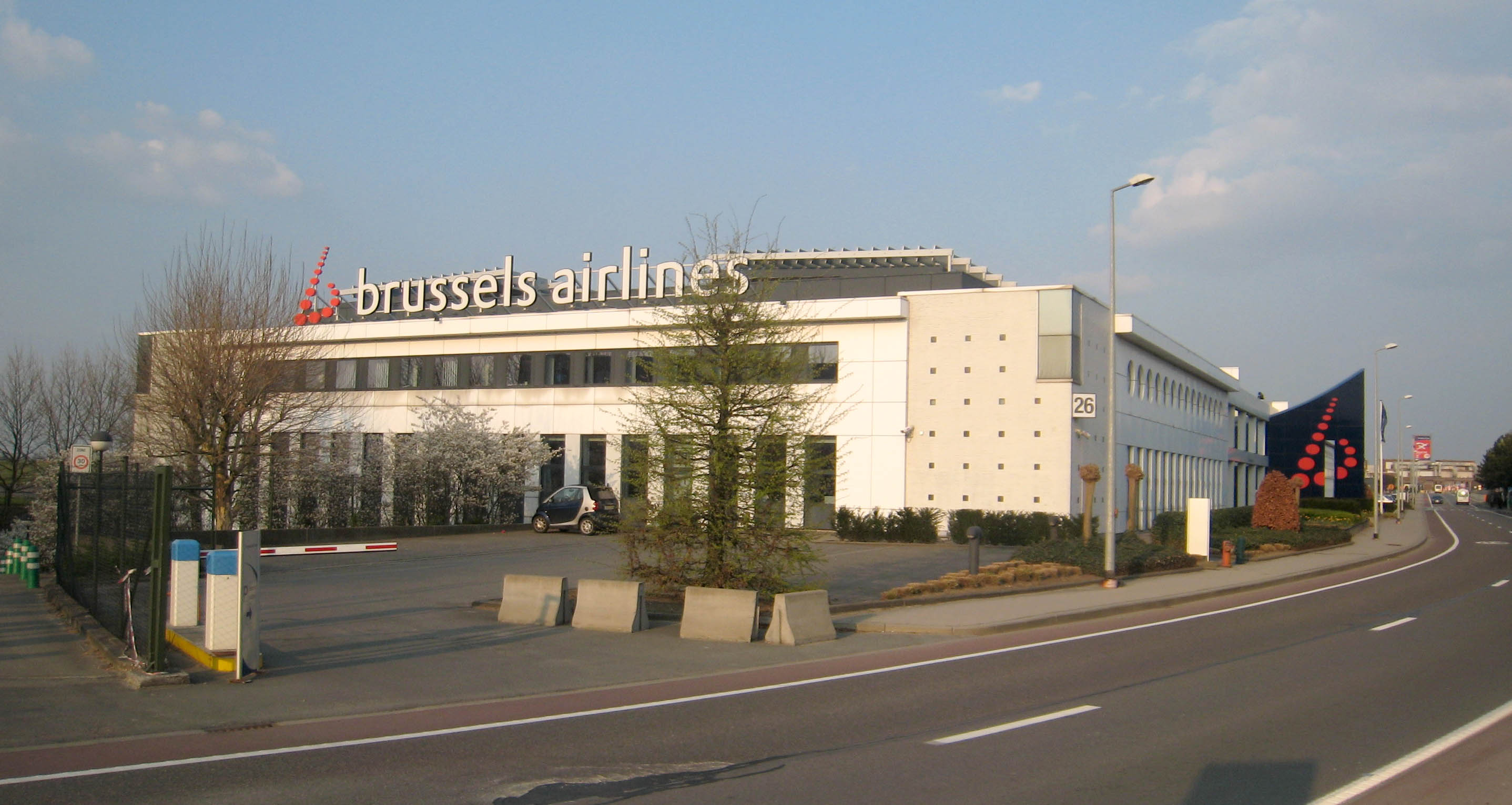
ブリュッセル航空の本社 "b.house"

ブリュッセル航空 (ブリュッセルこうくう、Brussels Airlines) は、ベルギーのブリュッセルを本拠地とする航空会社。

## 歴史

### 設立まで
- 2001年11月、9月に発生したアメリカ同時多発テロの影響によって赤字体質が続いていた国営のフラッグキャリアであるサベナ・ベルギー航空が倒産した。
- 2002年、サベナの機材や路線の一部などを子会社Delta Air Transportが引継ぎ、SNブリュッセル航空として運航を再開した。

### 運航開始
- 2007年3月25日にSNブリュッセル航空とヴァージングループのヴァージン・エキスプレスが合併し、ブリュッセル航空と改称して運航を開始した。IATAコードはサベナ・ベルギー航空のものを引き継いでいる。
- 2008年9月15日、ルフトハンザが株式の45%を取得した。さらに、残りの55%を2011年から取得する計画も発表した。ルフトハンザグループになったことで、スターアライアンスに加盟することになった[1][2]。
- 2008年6月にICAOコードをDATからBELに変更した[要出典]。
- 2009年10月25日より、ルフトハンザのマイレージプログラム「Miles & More」に加盟した。
- 2009年12月9日、スターアライアンスに加盟した。
- 2010年8月11日、旅行業者のクラブ・メッドとの提携を発表。
- 2012年4月、コンゴ民主共和国で新しい地域航空会社を設立。
- 2012年6月1日、ニューヨーク/JFK線をエアバスA330-300で開設した。ベルギーの航空会社がニューヨークに就航するのは10年ぶり。
- 2015年4月、エボラ出血熱流行中も西アフリカ諸国への通常運航を継続し、必要不可欠な援助物資の配送を可能にしたとしてホワイトハウスから賞賛された[3][4]。
- 2016年3月22日、テロ組織ISILメンバーがブリュッセル空港で2発の爆弾を爆発させ、2016年3月27日まで空港が閉鎖されたため、一部の長距離便を一時、チューリッヒとフランクフルトに移管した。
- 2017年1月、ルフトハンザが残りの55％の株式を取得し、ルフトハンザの完全子会社となった。
- 2021年11月、新しいロゴ、コーポレートデザインの改訂を発表した。

## 路線

### コードシェア
かつてはアメリカン航空などともコードシェアしていたが、ルフトハンザ傘下になってからはスターアライアンス加盟会社が中心である。2025年3月現在のコードシェアパートナーは以下の通り。
※はスターアライアンス加盟会社
- エーゲ航空※
- エア・カナダ※
- マルタ航空
- 全日本空輸(ANA)※ - 2015年10月25日のANA成田 - ブリュッセル線就航に合わせて開始。[6]
- オーストリア航空
- エア・バルティック
- クロアチア航空※
- エジプト航空※
- エティハド航空
- ユーロウイングス※
- 海南航空
- ルフトハンザドイツ航空※
- シンガポール航空※
- ロイヤル・エア・モロッコ
- スイス インターナショナル エアラインズ※
- TAPポルトガル航空※
- TAAGアンゴラ航空
- TAROMルーマニア航空（スカイチーム）
- タイ国際航空※
- ユナイテッド航空※
- キャセイパシフィック航空（ワンワールド）
- ITAエアウェイズ（2025年3月30日開始[7]）
- アフリカ・ワールド航空[8][9]
- アシアナ航空
- 南アフリカ航空
- タロム航空

2019年10月、アフリカ・ワールド航空と、アクラとブリュッセルのそれぞれのハブ空港を経由する乗客の乗り継ぎを改善するためのインターライン契約を締結した。
2019年12月、アエロフロートと、コードシェア契約を締結したと発表したが、ロシア・ウクライナ戦争を受け、提携を中止している。

## 保有機材

### 運航機材
| 機材             | 保有数 | 発注数 | 座席数 | 座席数 | 座席数 | 座席数 | 備考                                    |
| 機材             | 保有数 | 発注数 | C      | PY     | Y      | 計     | 備考                                    |
| ---------------- | ------ | ------ | ------ | ------ | ------ | ------ | --------------------------------------- |
| エアバスA319-100 | 14     | -      | -      | -      | 141    | 141    | A320neoに置き換え予定                   |
| エアバスA320-200 | 16     | -      | -      | -      | 180    | 180    |                                         |
| エアバスA320neo  | 5      | 3      | -      | -      | 180    | 180    | 2026年までに納入予定 A319を置き換え予定 |
| エアバスA330-300 | 11     | 2      | 30     | 21     | 244    | 295    |                                         |
| 計               | 46     | 5      |        |        |        |        |                                         |

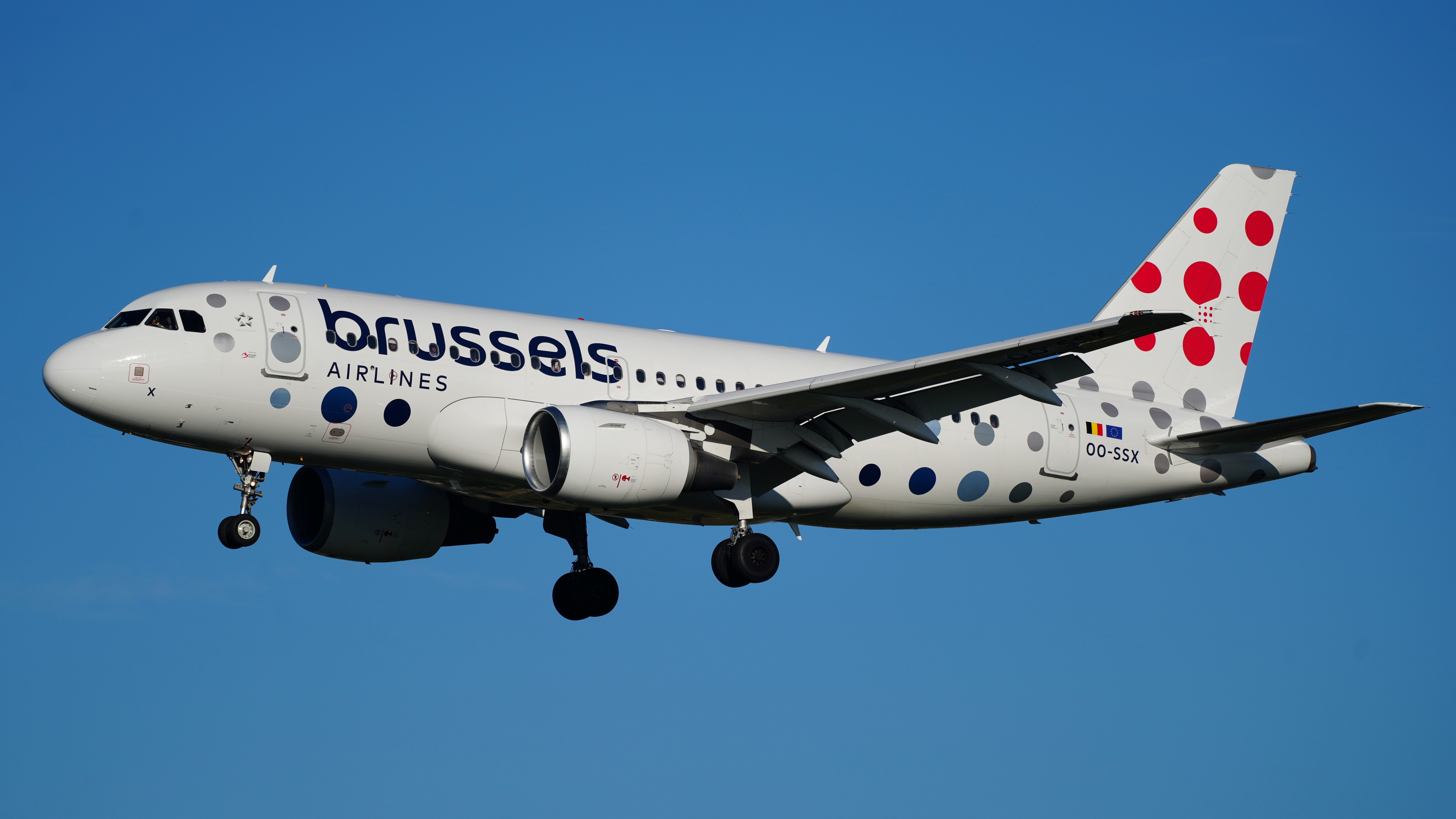
エアバスA319-100
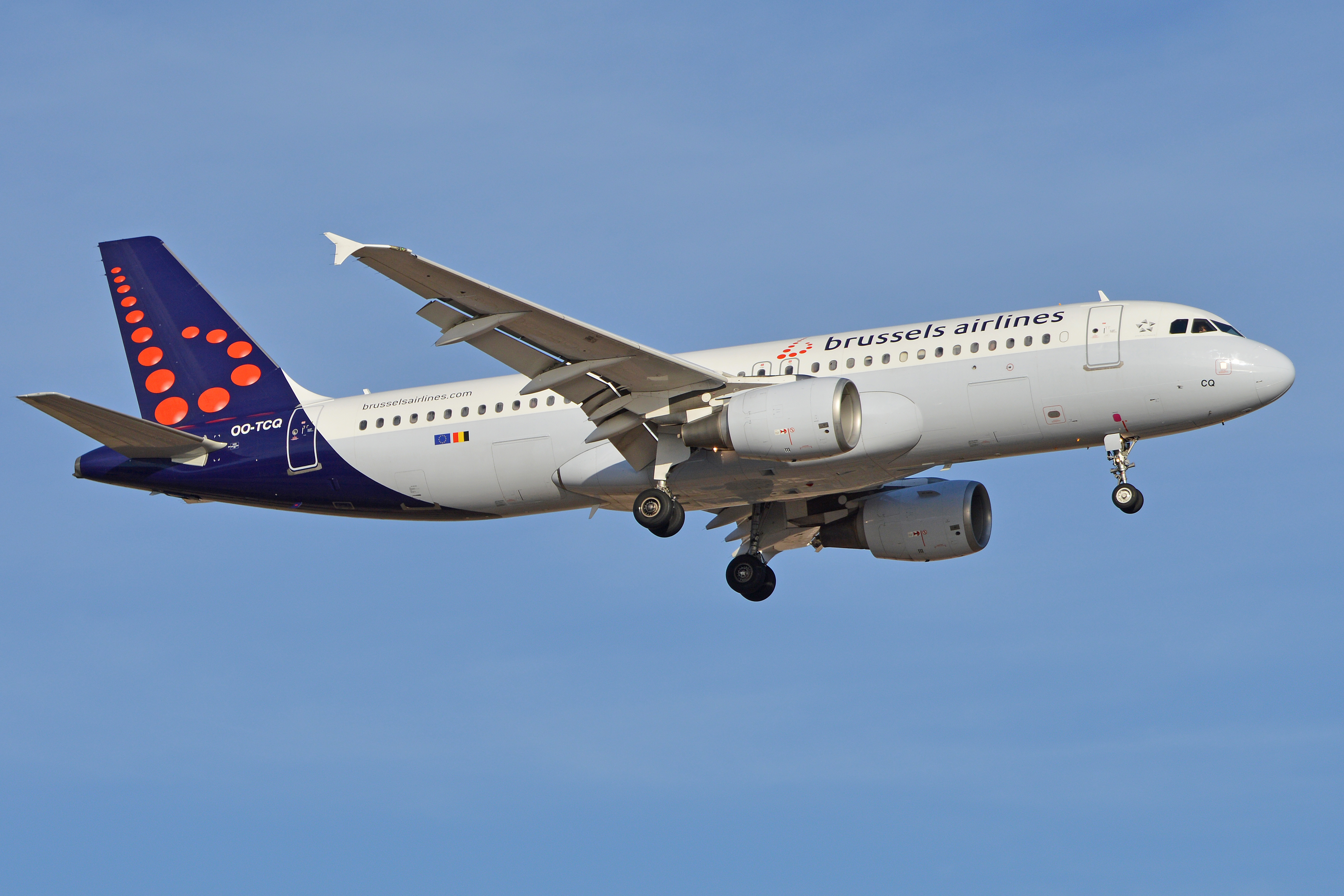
エアバスA320-200（旧塗装）
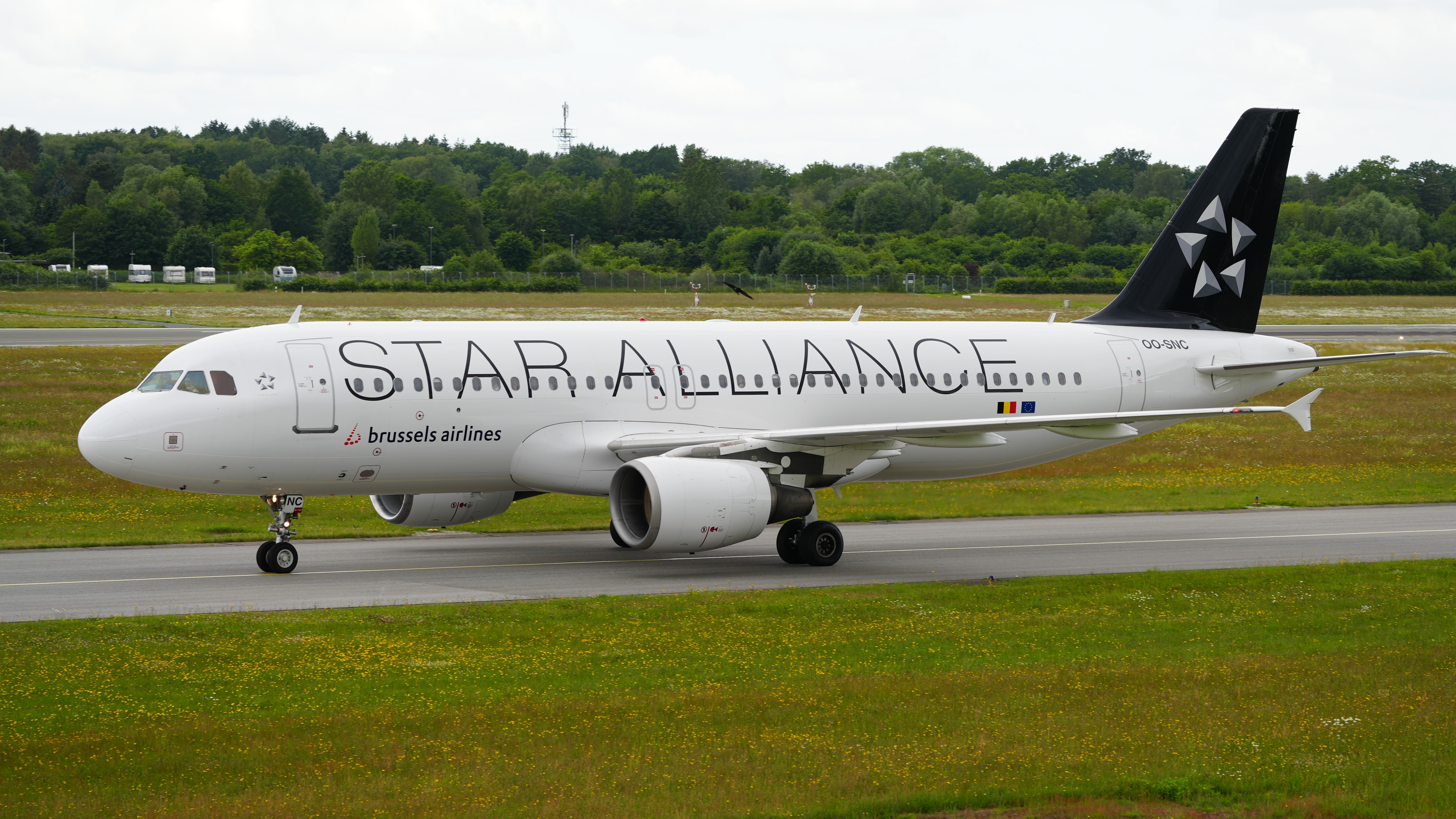
エアバスA320-200（スターアライアンス塗装）
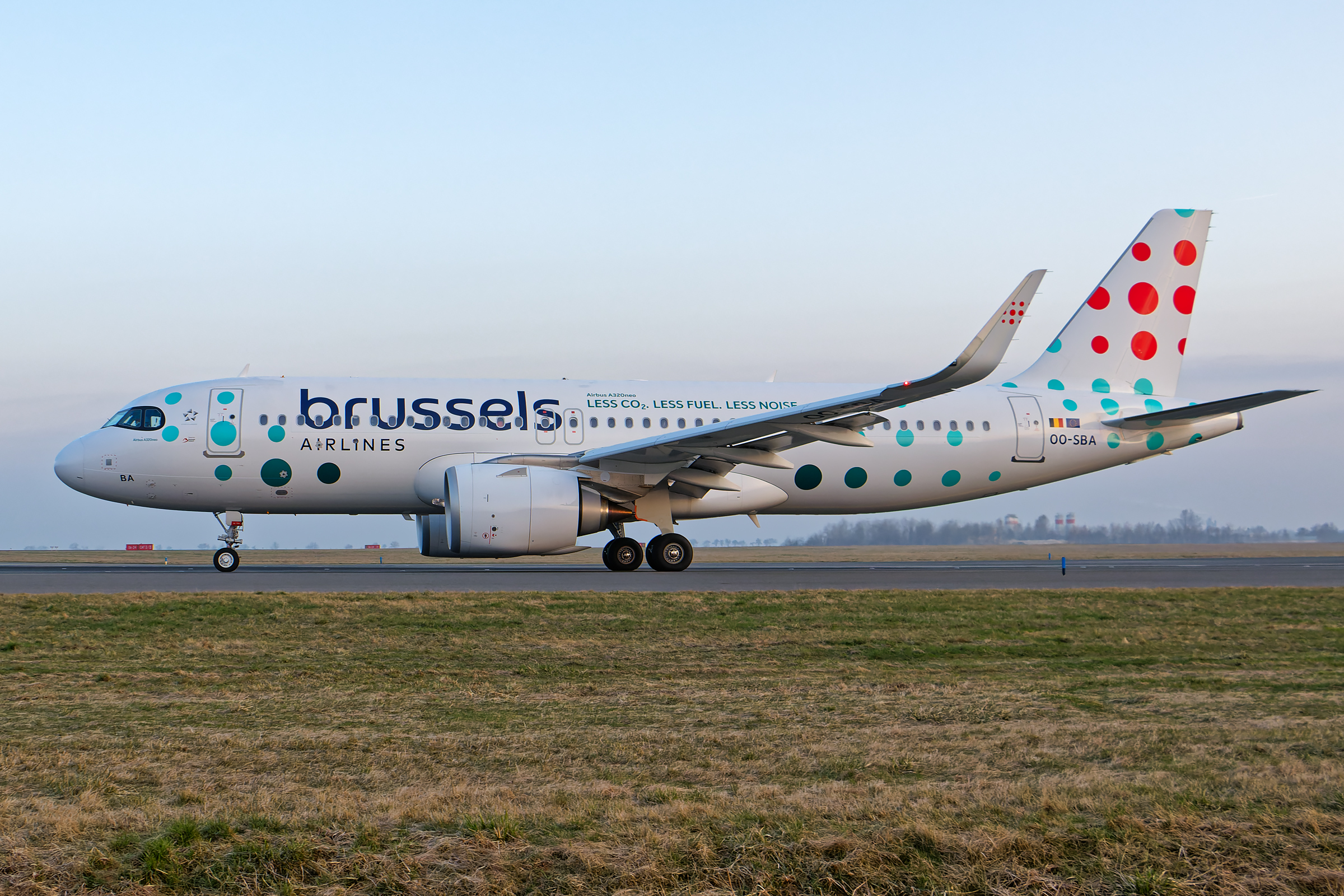
エアバスA320neo(Less CO₂. Less Fuel. Less Noise.)
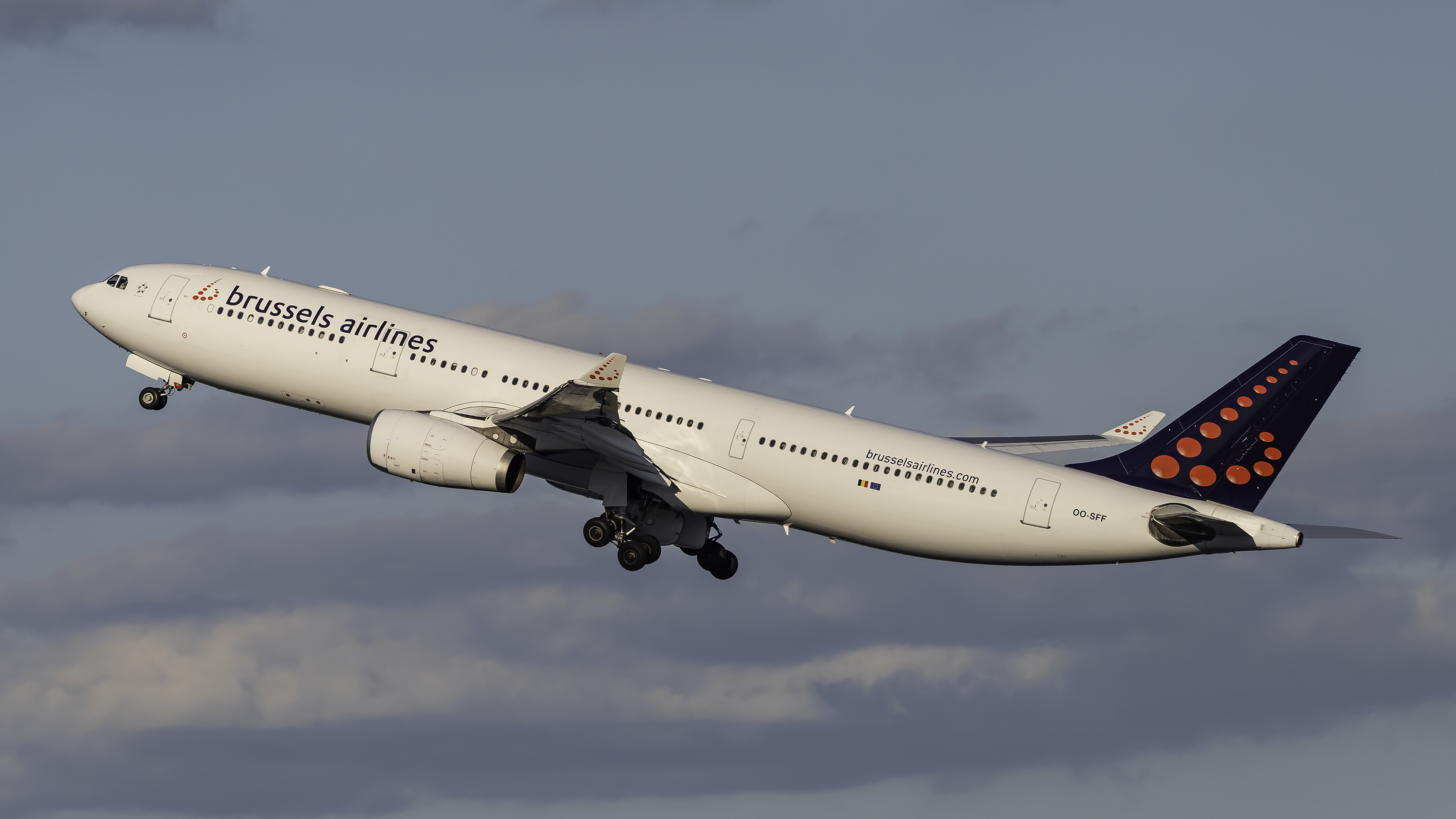
エアバスA330-300（旧塗装）

### 退役済機材
- アブロ RJ85/RJ100
- エアバスA330-200
- エアバスA340-300
- BAe 146-200
- ボーイング737-300/400
- ボンバルディア DHC-8-Q400
- エンブラエル ERJ 145
- スホーイ・スーパージェット100

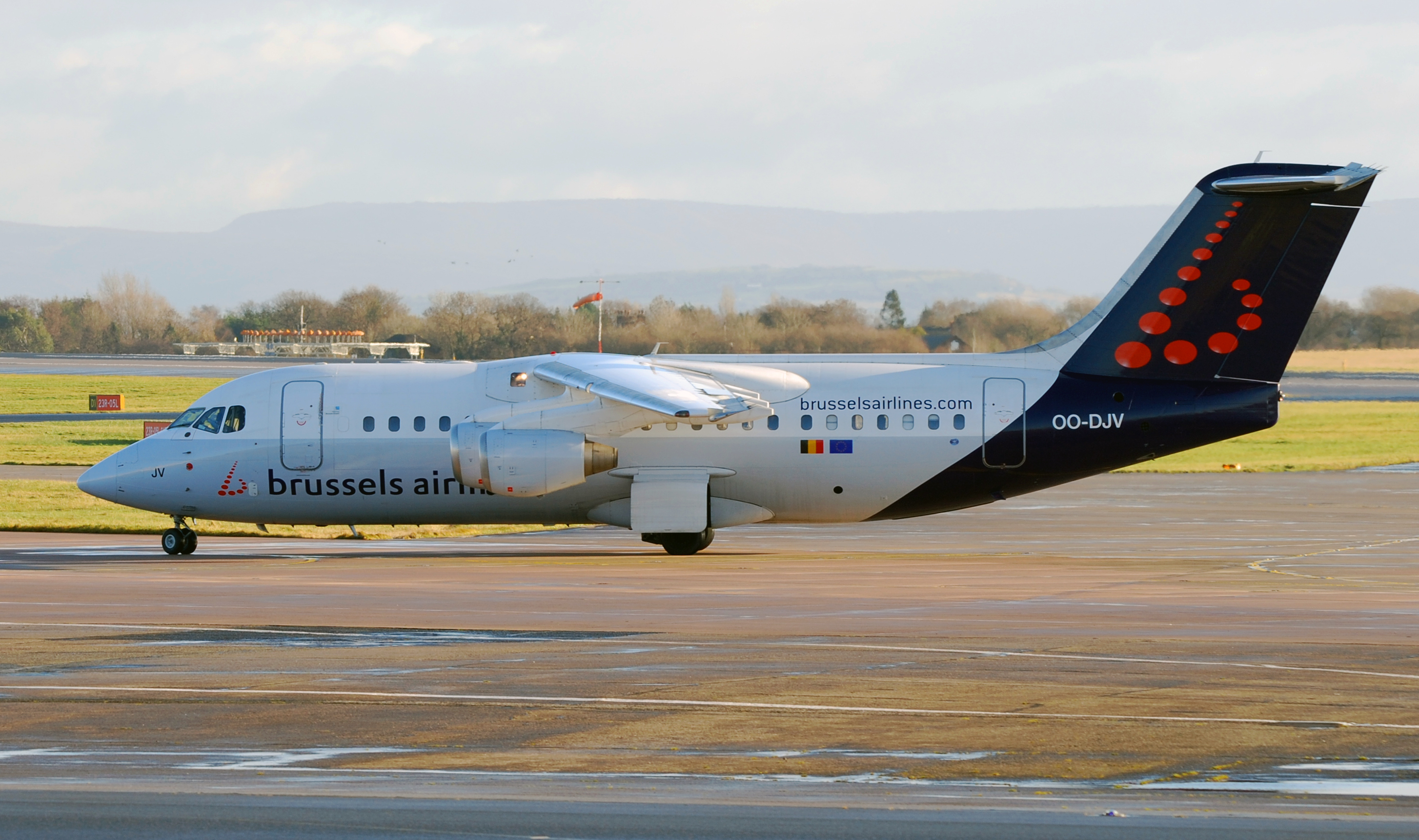
アブロ RJ85
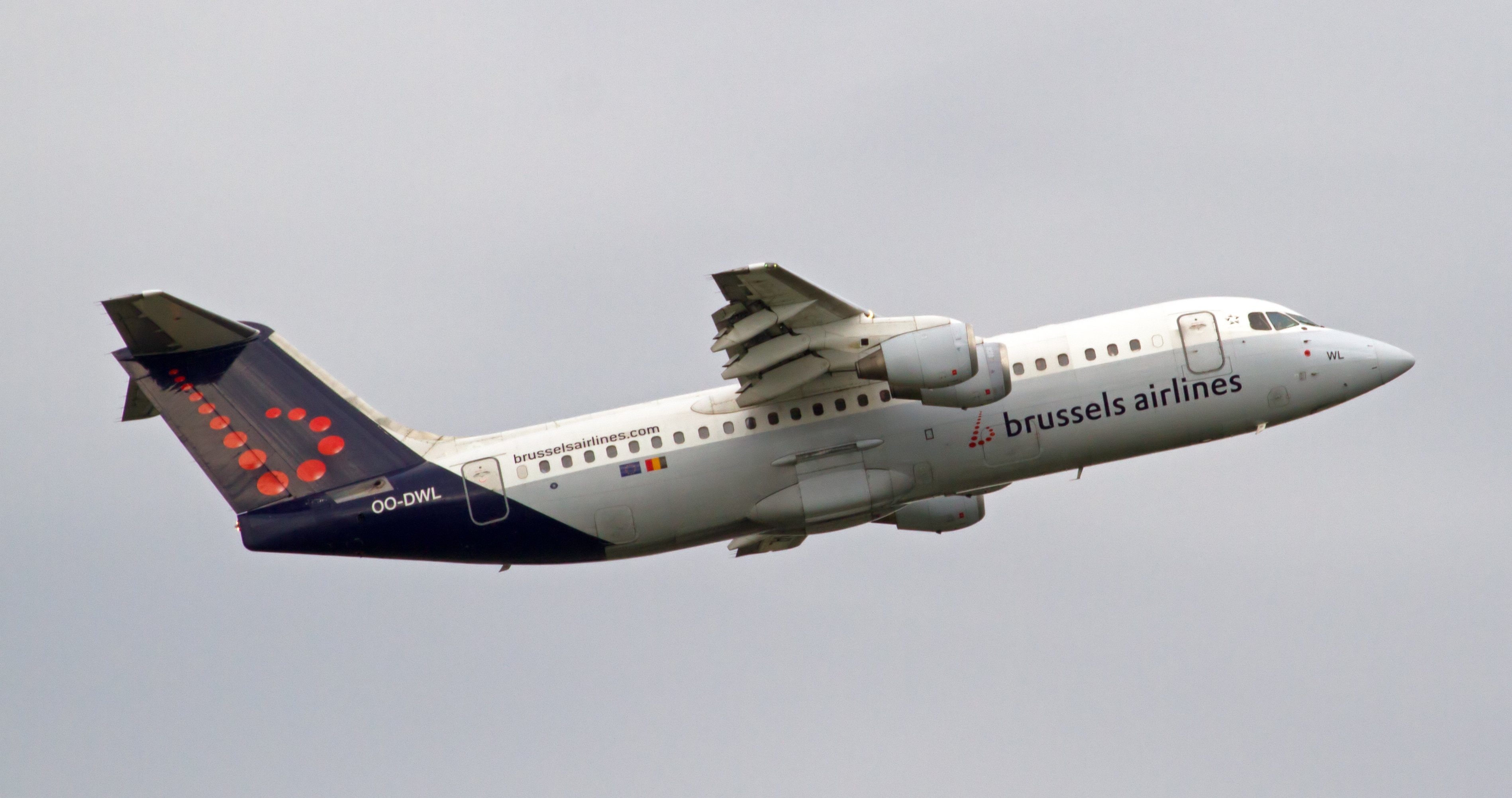
アブロ RJ100
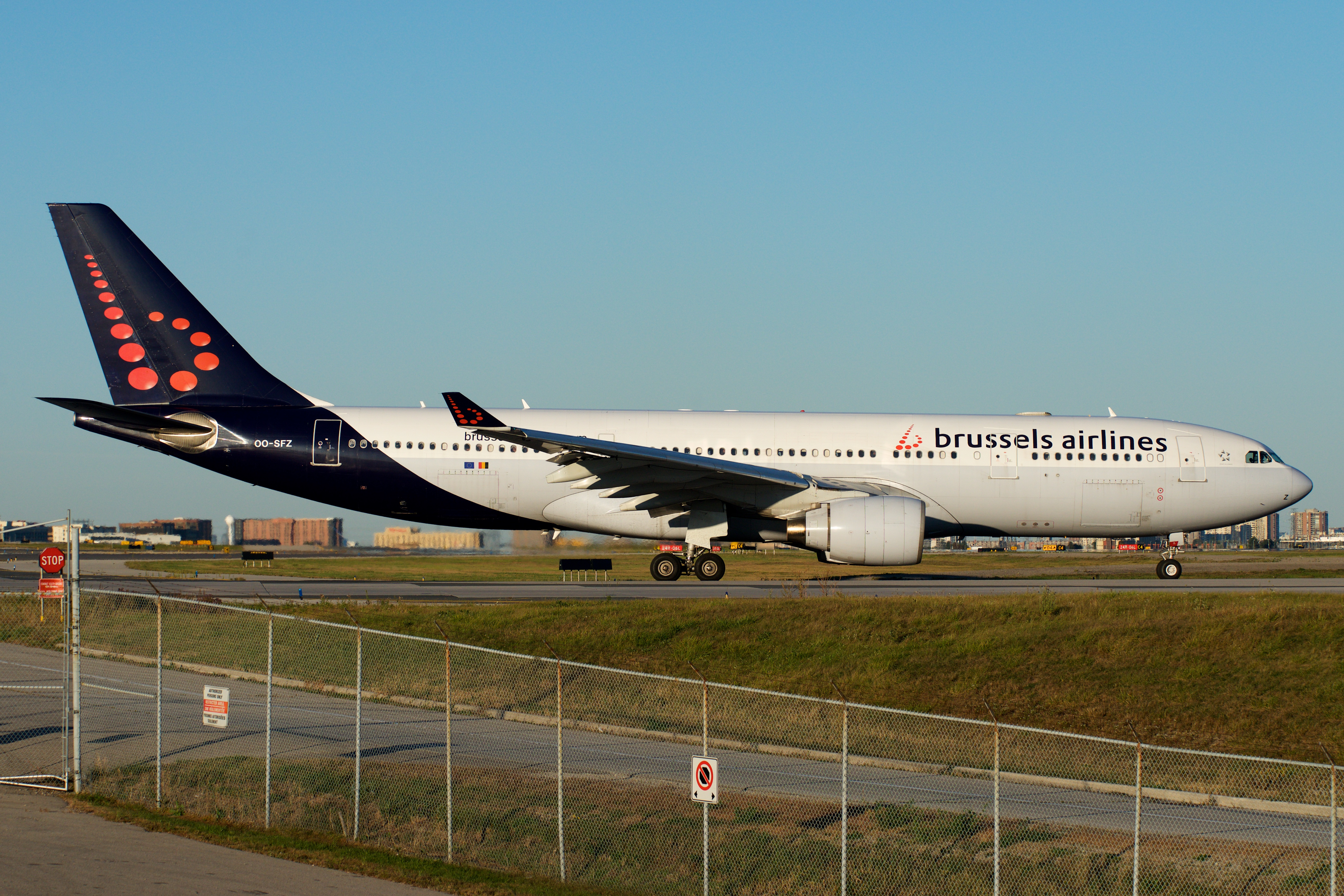
エアバスA330-200
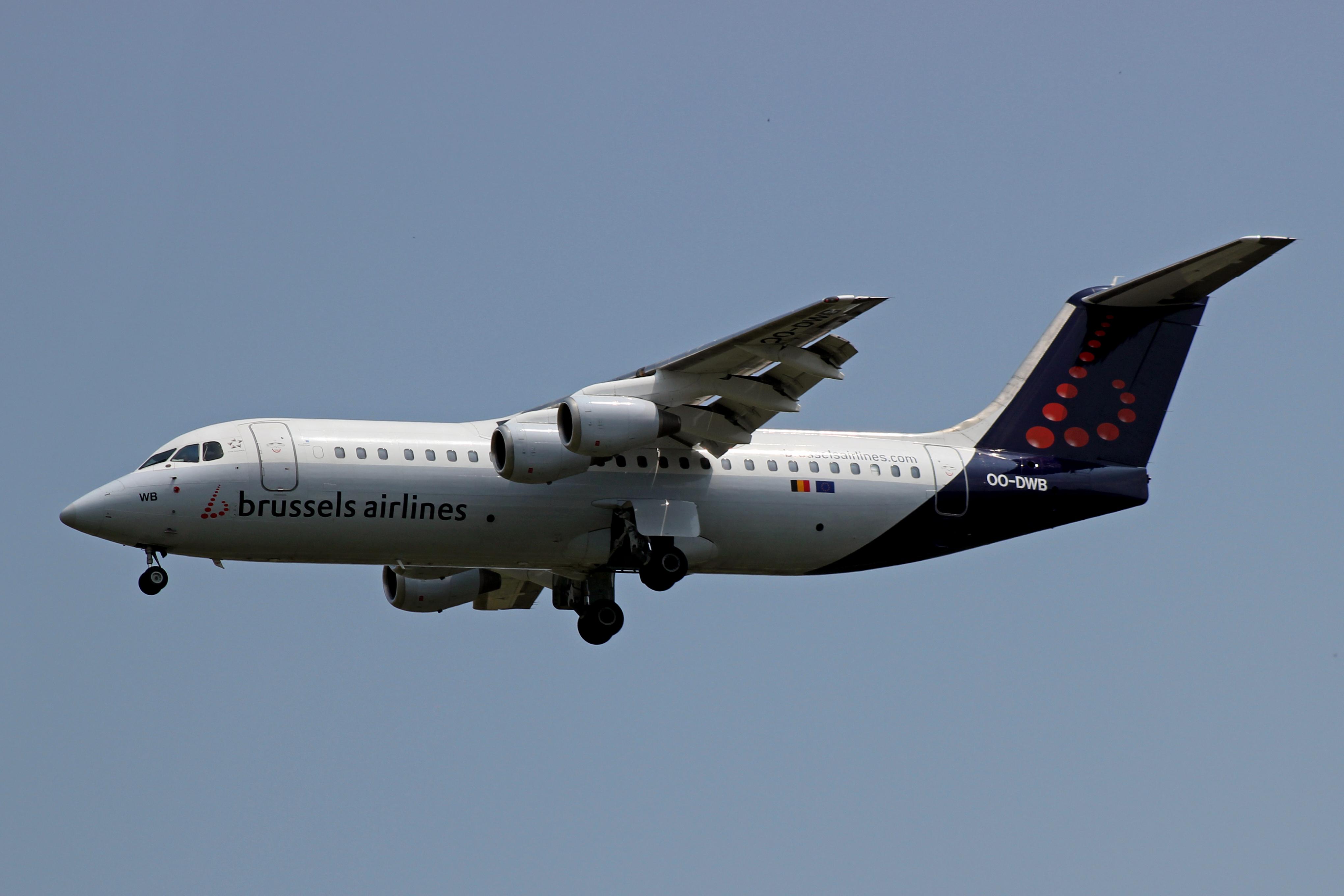
BAe 146-200
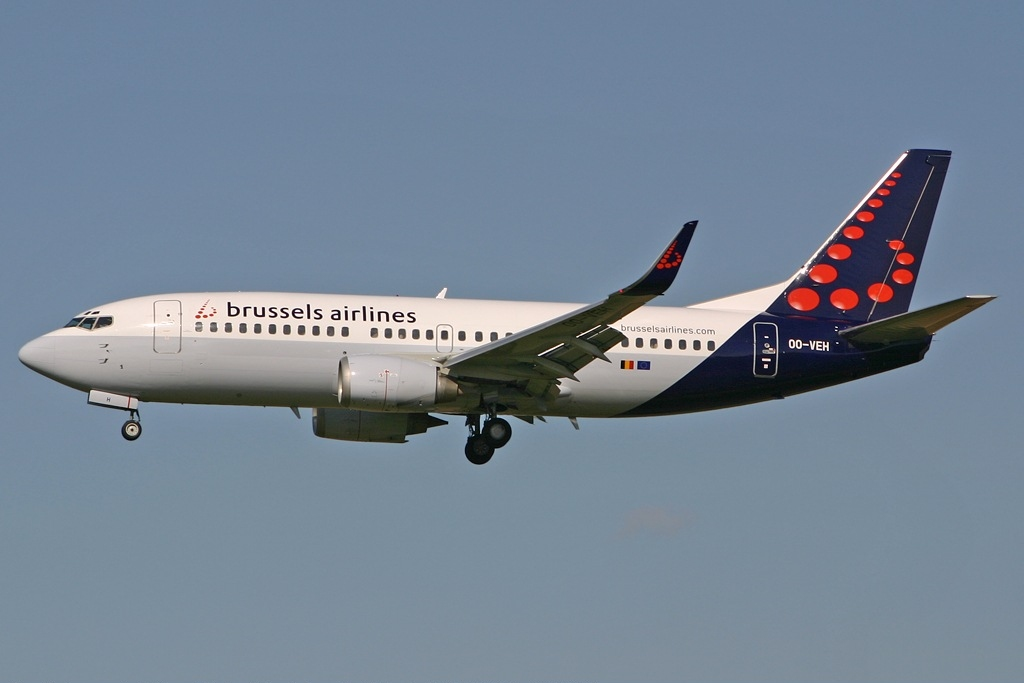
ボーイング737-300
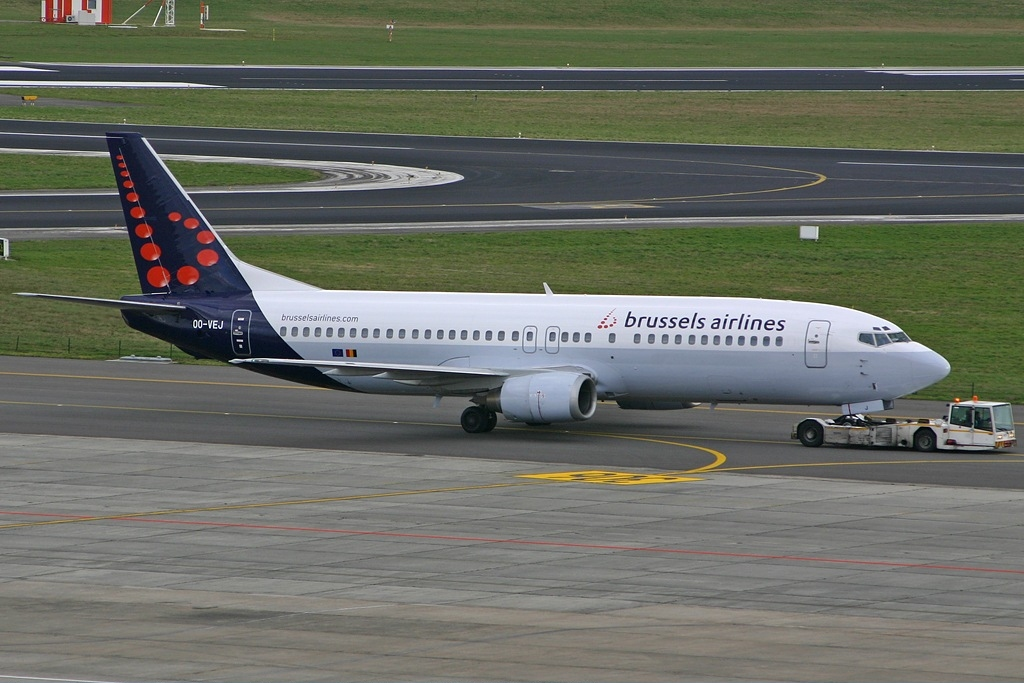
ボーイング737-400
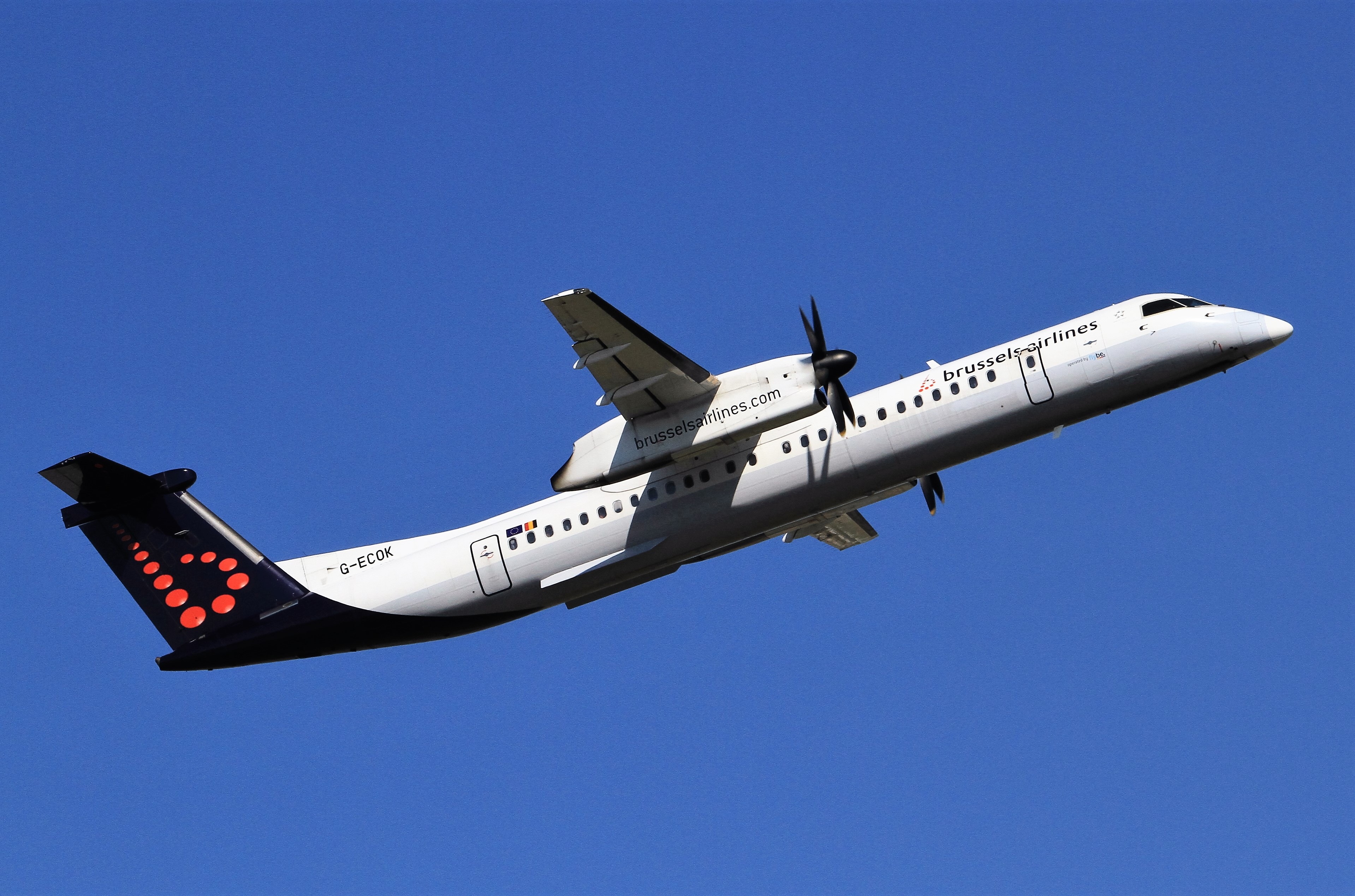
ボンバルディア DHC-8-Q400
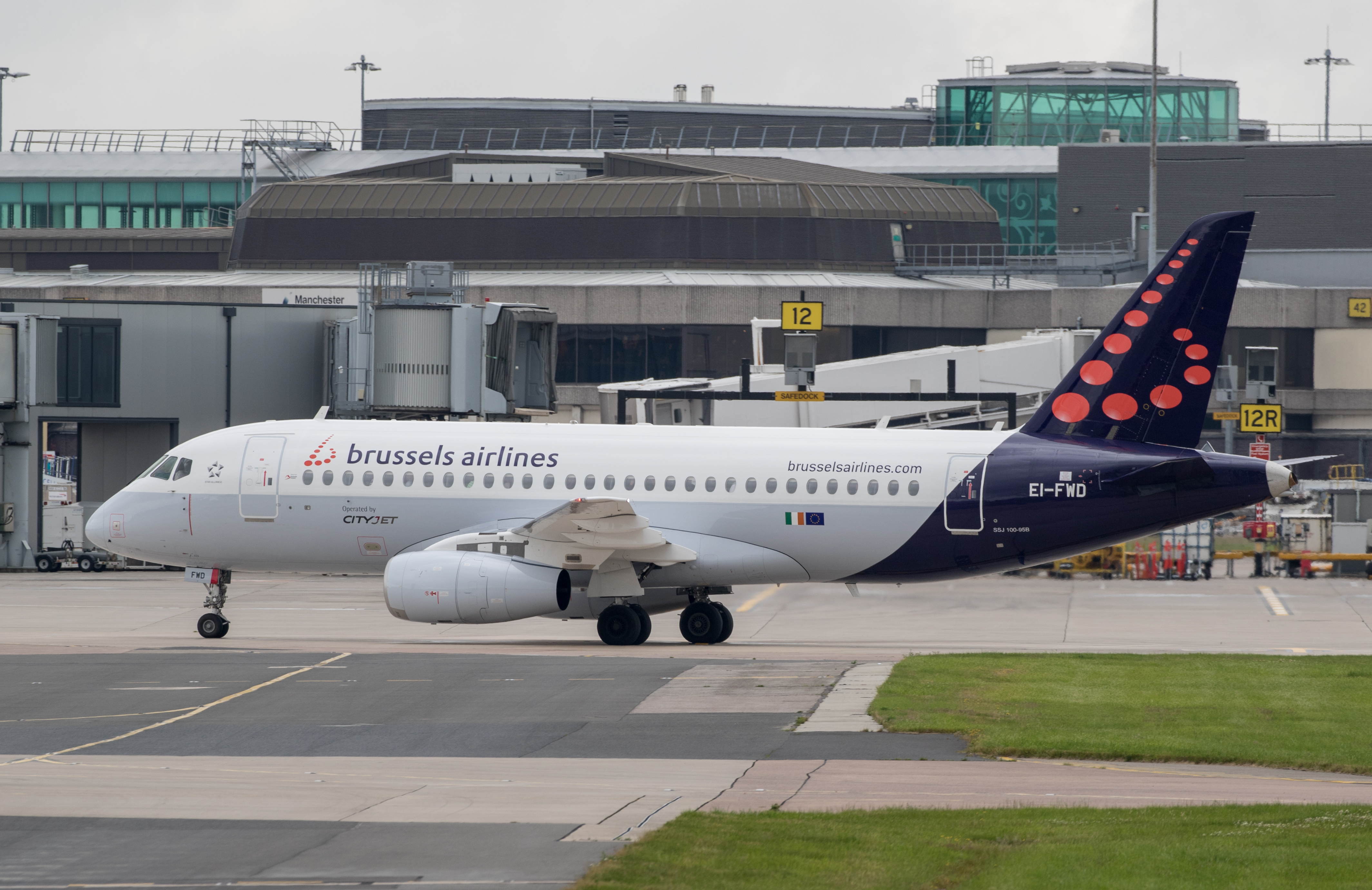
スホーイ・スーパージェット100

## 評価
AirHelp Score Report 2024 では、評価された 109 社のうち、トップに選ばれた。54 か国からのグローバルな顧客からの請求、時間厳守、旅行者のフィードバックに基づいた、食事の品質、座席の快適さ、乗務員サービスなどの要素を評価された。